# Alicia Miranda Hevia
Gladys Alicia Miranda Hevia (San José, 7 de octubre de 1952) es una escritora costarricense. Es conocida por su obra literaria, por ser activa participante de las Ferias Internacionales del Libro en Costa Rica y países cercanos. Además se le conoce por ser la líder y fundadora de la editora artesanal Editorial Montemira.

## Biografía

### Infancia y juventud
Sus padres fueron médicos, el Doctor Mario Miranda Gutiérrez, costarricense, y la Doctora Gladys Hevia Urrutia, chilena. Alicia nació en el Hospital San Juan de Dios, en el centro de San José, el martes 7 de octubre de 1952. Según una entrevista realizada en el año 2010 por la Revista Cultural Colombiana "Libros y Letras", al nacer recibió el nombre de Gladys Alicia Eugenia del Rosario Miranda Hevia, pero ha utilizado solamente el segundo como nombre literario (Alicia Miranda Hevia). Fue la mayor de cinco hermanos.
Realizó sus estudios de primaria en la Escuela Metodista. De niña gustaba de leer novelas, cuentos y libros de historia. Durante los seis años de primaria fue compañera de aula de quien más tarde sería su segundo esposo, Eduardo Montes de Oca.
Terminó la secundaria en 1969 en el Colegio Saint Clare, regentado en la época por la congregación estadounidense School Sisters of Saint Francis. Allí inició sus estudios de francés.

### Estudios superiores
En 1970 partió a los Estados Unidos para iniciar estudios de pre-medicina en la Universidad de Luisiana en Baton Rouge.
Volvió a Costa Rica en 1971 y se inscribió en la Universidad de Costa Rica en las carreras de filología española y francés. En 1976 obtuvo un bachillerato en francés y su licenciatura en filología española por la Universidad de Costa Rica.
En septiembre de 1976 llegó a París, Francia, para hacer un doctorado en la Universidad de París III, Sorbonne Nouvelle. En junio de 1981 esta institución le confirió un doctorado de tercer ciclo en literatura latinoamericana. Su tesis doctoral fue dirigida por Paul Verdevoye y versó sobre la obra literaria de Carmen Naranjo.

### Vida personal
En 1976 participó en los movimientos estudiantiles costarricenses, sobre todo en un grupo llamado FAENA; dicho grupo luego evolucionó en un partido político llamado el Frente Popular. 
Al regreso de su doctorado en Francia en 1981, impartió lecciones de gramática en las escuelas de filología y periodismo de la Universidad de Costa Rica.
Contrajo matrimonio por segunda vez en noviembre de 1982 con su antiguo compañero de escuela primaria, Eduardo Montes de Oca. La boda se realizó por el rito católico en la iglesia de Palmares de Pérez Zeledón. Su primer hijo Sergio nació el 18 de febrero de 1984 en la Clínica Santa Rita. Sus hijos gemelos, Mauricio y Bernardo, nacieron el 17 de octubre de 1985, en la misma clínica. Ese año decidió renunciar a su puesto de profesora en la Universidad de Costa Rica.
En 1998 se incorporó de nuevo a la vida profesional. Impartió lecciones en la Universidad Santa Paula. En 2001 empezó a trabajar como traductora técnica en una empresa distribuidora de equipo médico.
Desde 1988 conoce al poeta indio de expresión inglesa Jayanta Mahapatra. En diciembre del año 2005 viaja con su hijo Sergio primero a Nueva Delhi, y luego a Bhubaneswar, capital de Orissa. Desde ahí viajó a Cuttack para conocer a Jayanta y su esposa Runu. Compartió con el escritor y su familia y tuvo oportunidad de conocer de cerca las culturas de la región.
En 2007, la República de Chile facilitó por una nueva ley que los hijos y nietos de chilenos pudieran adoptar la nacionalidad. Realizó los trámites y se constituyó en ciudadana chilena, sin renunciar a su ciudadanía costarricense.

## Carrera literaria
Publicó, durante sus años de estudio y de docencia en la Universidad de Costa Rica (1971 a 1976), artículos filológicos e históricos que aparecieron en revistas especializadas. Mientras que durante sus estudios doctorales en París (1976 a 1982) publicó noticias y entrevistas con personalidades culturales para los periódicos de Canarias, España, el Diario de las Palmas (Su sección "La Cultura") y La Provincia (Sección "Páginas Especiales del Domingo"), además del semanario Vanguardia Dominical de Bucaramanga, Colombia. A su regreso de Francia (1982) publicó artículos culturales y de opinión para el periódico La República de San José, Costa Rica.
En 1980 apareció su narración, San Isidro, en la Editorial Costa Rica, con segunda edición en 1984. En 1984 lanzó un ensayo basado en su tesis doctoral, Novela, discurso y sociedad, bajo Mesén Editores. En la Editorial Guayacán, además de la novela La huella de abril (1989), apareció Las sílabas azules. Proposición de lecturas (1991).
Dos de sus cuentos formaron parte de la antología Relatos de mujeres (Editorial Mujeres, 1993). Después de algunos años de viajes, lecturas y reflexiones se materializó su ensayo El segundo movimiento (2005) en la edición de Librerías Santa Fe de Buenos Aires, Argentina.
En 2005 formó un sello artesanal, Editorial Montemira, donde publicó en 2007 la segunda edición revisada de La huella de abril.
En febrero de 2008 publicó en Editorial Montemira su ensayo Jaque mate en el paralelo 14, sobre la caída del presidente guatemalteco Jacobo Arbenz en 1954. Fue presentada en julio del mismo año en la Feria Internacional del Libro de San José, por el escritor salvadoreño Manlio Argueta y el costarricense Óscar Núñez Olivas.
En 2009 publicó la traducción del inglés al español del hermoso texto del gran poeta indio Jayanta Mahapatra, Orissa. A principios de 2010 publicó La caída brutal. Este ensayo extenso y sólidamente documentado sobre las circunstancias económicas de la decadencia de las burocracias totalitarias del Este de Europa se erige en continuación del precedente, El segundo movimiento. También publicó simultáneamente la segunda edición de El segundo movimiento, con un prólogo del eminente historiador colombiano Dr. Ricardo Sánchez Ángel.
El mismo 2009 lanzó al mercado sus traducciones de William Shakespeare, Romeo y Julieta, y El mercader de Venecia. De Lewis Carroll, Las aventuras de Alicia en el país de las maravillas y A través del espejo y lo que Alicia encontró allí. Estas traducciones fueron editadas por segunda vez en 2011.
En 2011 publicó su segunda traducción del poeta indio Jayanta Mahapatra, Una puerta a la poesía.
Un año después, en 2012, vio la luz su traducción del francés de Historia de la Internacional Situacionista, y su propio ensayo, Cosecha de tempestades. Este último se puede considerar como el tercer integrante de una trilogía junto con El segundo movimiento y La caída brutal. En 2013 publicó su novela El Cinturón de Orión
En 2015 apareció su crónica Vietnam, fénix de sangre y sueños, así como la tercera edición de su novela corta San Isidro. Ese mismo año publicó una traducción directa del inglés de la obra del nivelador inglés Edward Sexby, Killing No Murder, que apareció en español con el título Matar no es asesinar, así como una traducción directa del francés de la obra de Étienne de la Boétie, Le discours de la servitude volontaire, traducido como El discurso de la servidumbre voluntaria. Apareció también la segunda edición de su obra Las sílabas azules, de carácter literario e histórico sobre Eunice Odio y varios autores de lengua española.
En 2017 publicó una segunda crónica de viaje, Aotearoa, tierra lejana.
Después de años de trabajo apareció en 2019 su novela ¿Qué se hicieron las damas? Es una obra de ficción que trata temas históricos de la Costa Rica contemporánea, como la muerte de Alejandra Calderón Fournier, el asesinato de Viviana Gallardo y la matanza de varias mujeres en Alajuelita.

## Obras publicadas
| - Miranda, Alicia (1980). San Isidro. Editorial Costa Rica. ISBN 978-9930-9510-3-3. - Miranda, Alicia (1989). La huella de abril. Guayacán. ISBN 978-9968-9587-0-7. - Miranda, Alicia (2013). El cinturón de Orión. Montemira. ISBN 978-9930-9407-7-8. - Miranda, Alicia (2019). ¿Qué se hicieron las damas?. Montemira. ISBN 978-9930-9620-2-2. - Miranda, Alicia (2020). La respiración arrebatada. Montemira. ISBN 978-9930-9620-4-6. - Miranda, Alicia (1985). Novela, discurso y sociedad (ensayo académico). Mesén Editores. - Miranda, Alicia (1991). Las sílabas azules (ensayo literario). Guayacán. ISBN 978-9930-9510-6-4. - Miranda, Alicia (2008). Jaque mate en el paralelo 14 (ensayo histórico). Costa Rica: Montemira. ISBN 978-9968-9587-1-4. | - Miranda, Alicia (2015). Vietnam, fénix de sangre y sueños. Montemira. ISBN 978-9930-9510-4-0. - Miranda, Alicia (2017). Aotearoa, tierra lejana (crónica de viaje). Montemira. ISBN 978-9930-9510-7-1. |